# Tetratlenek diarsenu
Tetratlenek diarsenu, ditlenek arsenu (nazwa Stocka: tlenek arsenu(III) arsenu(V)), As
2O
4 – nieorganiczny związek chemiczny z grupy tlenków, w którym arsen występuje na III i V stopniu utlenienia. Przyjmuje strukturę warstwową, w której AsIII
 skoordynowany jest z trzema atomami tlenu, a AsV
 – z czterema.

## Otrzymywanie
Tetratlenek diarsenu można otrzymać poprzez ogrzewanie As
4O
6 w autoklawie pod ciśnieniem tlenu rzędu 5–50 MPa i w temperaturze 260 °C przez 14 dni:
As
4O
6 + O
2 → 2As
2O
4